# Pescecyclops arnaudi
Pescecyclops arnaudi – gatunek widłonoga z rodziny Cyclopidae.

## Systematyka
Gatunek ten opisał w 1908 roku norweski hydrobiolog Georg Ossian Sars, nadając mu nazwę Cyclops arnaudi. Miejsce typowe to bagno w St. Arnaud w australijskim stanie Wiktoria. Epitet gatunkowy pochodzi od nazwy miejsca typowego.